# Джон Браунінг
Джон Мозес Браунінг (англ. John Moses Browning; 23 січня 1855, Огден, штат Юта, США — 26 листопада 1926, Льєж, Бельгія) — винахідник ручної вогнепальної зброї, американець за походженням, працював в Бельгії.

## Біографія
Джон Браунінг був мормоном та перебував у дворічній місії в Джорджії з 1887 р. Його батько Джонатан також був мормоном та переселився з Наву, штат Іллінойс до Юти та заснував зброярню в Огдені в 1852 р. Джон Мозес працював у майстерні свого батька, а потім розробив свою першу однозарядну гвинтівку. Він заснував своє підприємство з виробництва зброї.
Перший патент на казнозарядну систему отримав 1879 р. Протягом всього свого життя Браунінг розробляв зброю для своєї компанії, а також для Winchester, Colt, Remington, Savage та Fabrique Nationale.
Конструював пістолети, дробові рушниці, однозарядні гвинтівки, багатозарядні рушниці, кулемети.
Джон Мозес Браунінг розробляв системи для збройних сил США в компанії Семюела Кольта. За 71 рік свого життя він створив 37 моделей нарізної зброї та 18 — гладкоствольної зброї. Конструкції Браунінга неодноразово копіювали, служили предметом наслідування для фахівців інших країн.